# Jaguar Mark VII
Jaguar Mark VII — люкс-автомобіль британської компанії Jaguar 1951–1956 років. Випускався на заміну моделі Mark V. Випускались дві модифікації з рядним 6-циліндровим мотором об'ємом 3442 см³ потужністю 162 к.с. (Mark VII) і 193 к.с.(Mark VII M).

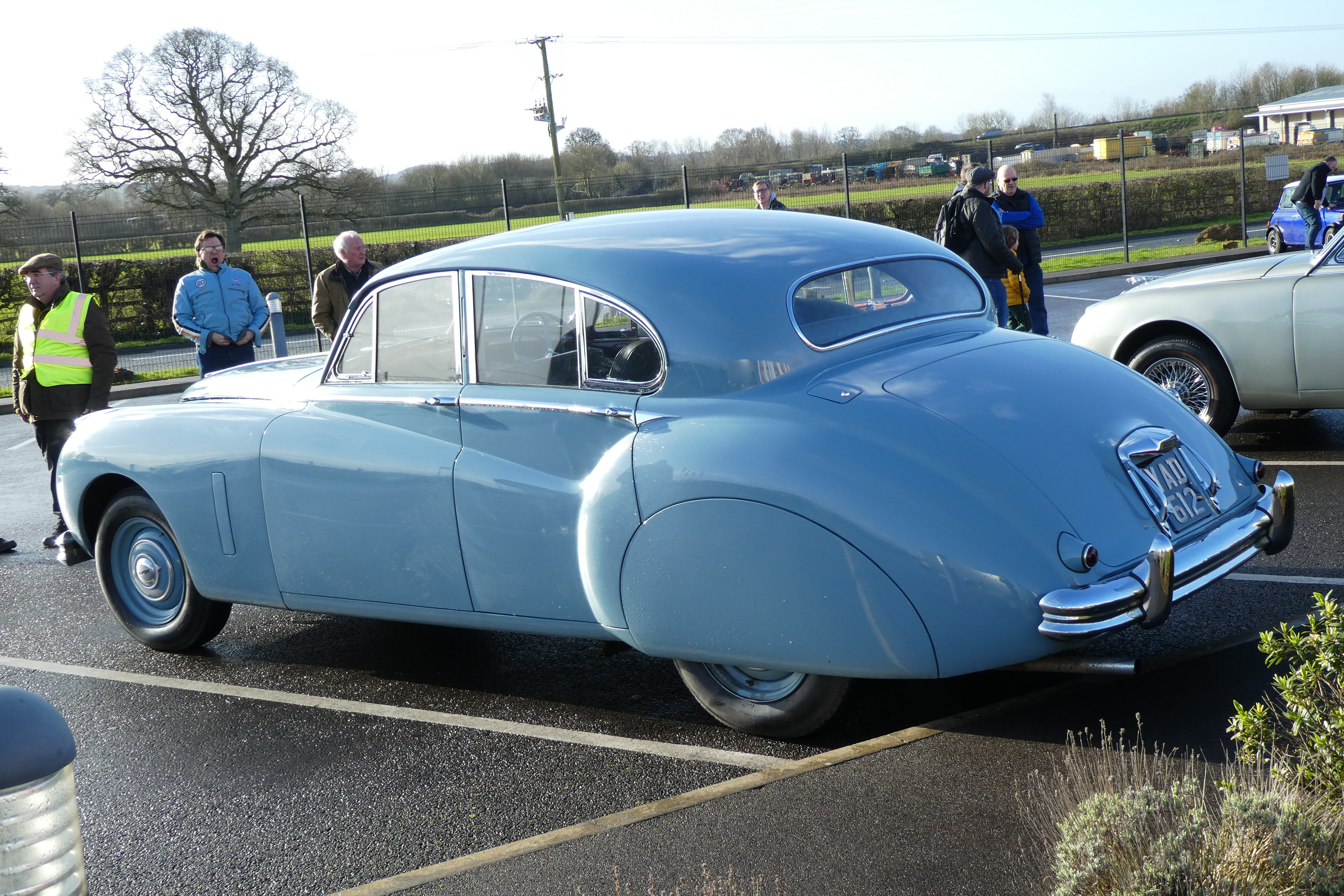

Авто розвивало прискорення 0-80 км/год за 13,7 сек (Mark VII) і 9,8 сек (Mark VII M). Витрата палива 17,6 л/100 км. Було виготовлено 30.969 машин з кузовом 4-дверний салон.

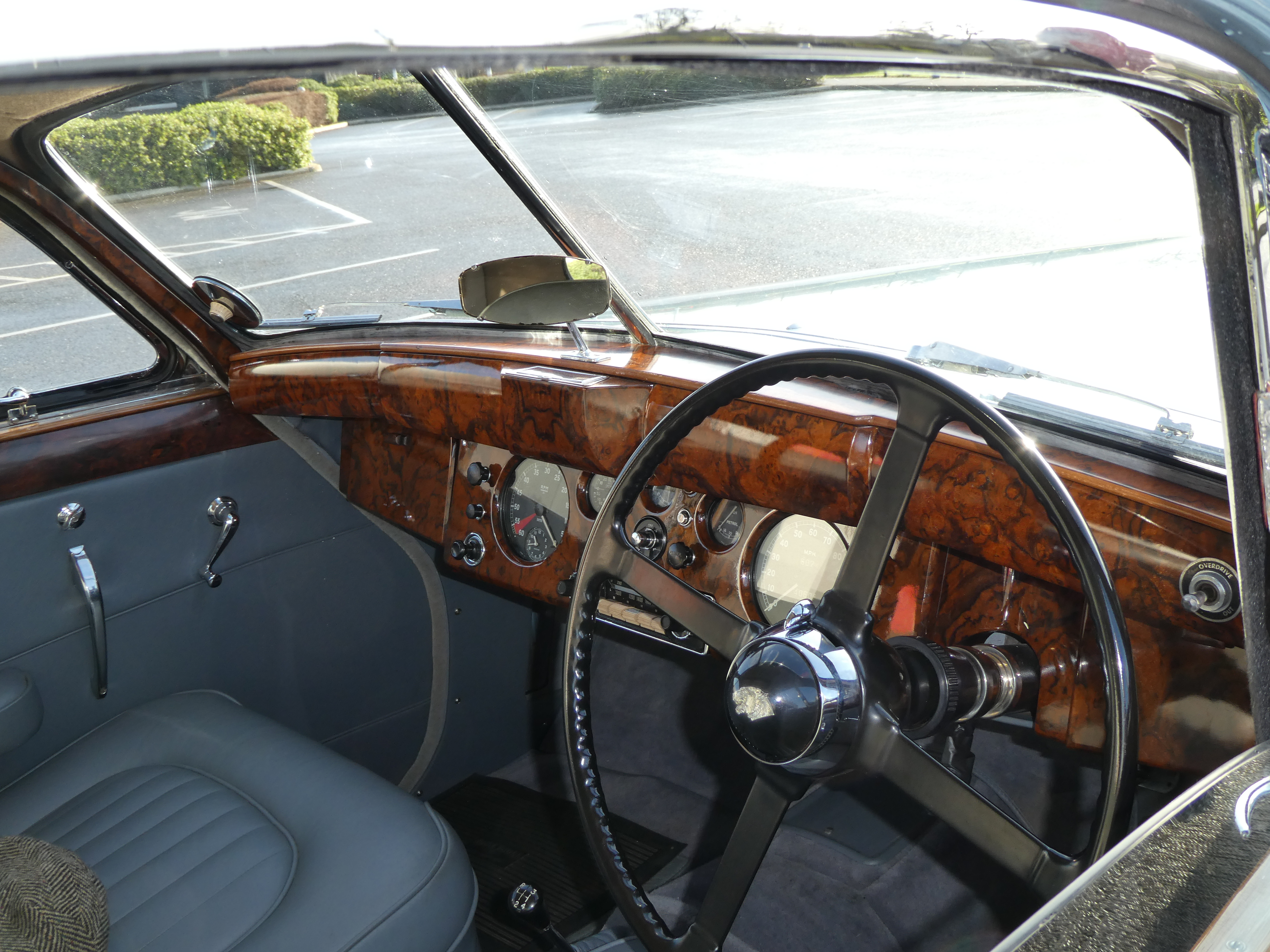

На Лондонському автошоу у жовтні 1954 презентували модифікацію Jaguar Mark VIIM з автоматичною трансмісією BorgWarner.
Стірлінг Мосс на Mark VIIM переміг 1956 у ралі Монте-Карло. У Сільверстоуні Mark VIIM перемагали 1952, 1953, 1954, 1955, 1956, займаючи декілька призових місць.